# EconBiz
EconBiz es un portal de investigación económica y biblioteca digital de revistas, documentos de trabajo y conferencias sobre estudios empresariales y economía. También es posible encontrar artículos de ensayos y libros.
Es proporcionado y desarrollado por la ZBW - Biblioteca Nacional Alemana de Economía, Centro de Información Económica de Leibniz.

## Servicios
- Búsqueda de contenido en bases de datos nacionales e internacionales.[1]
- Acceso a contenido de textos.[1]
- Calendarios para configuración de eventos.[1]
- Mesa de ayuda sobre cualquier pregunta o dato de interés sobre catálogos y datos estadísticos.[1]

## Cooperación
EconBiz cuenta con el apoyo y cooperación de varias instituciones de estudios económicos y empresariales de todo el mundo.